# Coppa Italia 1999-2000 (calcio femminile)
L'edizione 1999-2000 è stata la ventottesima della storia della Coppa Italia di calcio femminile. Il trofeo è stato vinto per la terza volta dalla Torres FO.S., che ha sconfitto in finale il Milan.

## Squadre partecipanti
Al torneo hanno partecipato le 16 squadre di Serie A e le 42 squadre di Serie B.

### Serie A
- Aircargo Agliana
- Attilia Nuoro
- Autolelli Picenum
- Bardolino
- Bologna CF
- Foroni
- G.E.A.S.
- Gravina

- ACF Milan
- Pisa
- Ruco Line Lazio
- Sarzana
- Torino
- Torres FO.S.
- Tradate Abbiate
- Verona CF

### Serie B
Girone A
- Alessandria
- Assemini
- Delfino
- Como 2000
- Curtatone
- Dinamo Faenza
- Fiamma Monza
- Ideal Club Incisa
- Lucca
- Piazza 96
- Reggiana
- Spilamberto
- Sporting Segrate 92
- Vallassinese

Girone B
- Cicos Cabras
- Gordige
- Grifo Perugia
- Libertas Pasiano
- Olbia
- Packcenter Imolese
- Rivignano
- Tavagnacco
- Tre Stelle
- Union Altavilla Tavarnelle
- VeneziaJesolo
- Vigor Senigallia
- Virtus Torre Pedrera
- Vittorio Veneto

Girone C
- Aquile Palermo
- Autoscuola Puccio Torretta
- Bojano
- Cenide Onlus
- Libertas Aquile Cammaratese
- Ludos Palermo
- Mathesium
- Messina
- Pro Rosolini
- Roma CF
- Salernitana Montelladomus
- Serramezzana
- Sporting Sorrento
- Tirrenia Formia

## Primo turno
Nel primo turno tutte le squadre sono state divise in 22 gruppi e le vincenti ciascun gruppo sono state ammesse al secondo turno.

### Gruppo 1
| Squadra 1 | Totale | Squadra 2   | Andata | Ritorno |
| --------- | ------ | ----------- | ------ | ------- |
| Torino    | 6 - 4  | Alessandria | 6 - 2  | 0 - 2   |

### Gruppo 2
| Squadra 1 | Totale | Squadra 2 | Andata | Ritorno |
| --------- | ------ | --------- | ------ | ------- |
| Lucca     | 4 - 10 | Sarzana   | 2 - 4  | 2 - 6   |

### Gruppo 3
| Pos. | Squadra      | Pt | G | V | N | P | GF | GS | DR  |
| ---- | ------------ | -- | - | - | - | - | -- | -- | --- |
| 1.   | ACF Milan    | 6  | 2 | 2 | 0 | 0 | 18 | 2  | +16 |
| 2.   | Como 2000    | 3  | 2 | 1 | 0 | 1 | 5  | 8  | -3  |
| 3.   | Vallassinese | 0  | 2 | 0 | 0 | 2 | 2  | 15 | -13 |

| Vallassinese | 2 - 3  | Como 2000    |  |
| Milan        | 12 - 0 | Vallassinese |  |
| Como 2000    | 2 - 6  | Milan        |  |

### Gruppo 4
| Pos. | Squadra      | Pt | G | V | N | P | GF | GS | DR |
| ---- | ------------ | -- | - | - | - | - | -- | -- | -- |
| 1.   | Fiamma Monza | 6  | 2 | 2 | 0 | 0 | 6  | 0  | +6 |
| 2.   | G.E.A.S.     | 3  | 2 | 1 | 0 | 1 | 5  | 3  | +2 |
| 3.   | Curtatone    | 0  | 2 | 0 | 0 | 2 | 1  | 9  | -8 |

| Fiammamonza | 4 - 0 | Curtatone   |  |
| Curtatone   | 1 - 5 | G.E.A.S.    |  |
| G.E.A.S.    | 0 - 2 | Fiammamonza |  |

### Gruppo 5
| Squadra 1       | Totale | Squadra 2           | Andata | Ritorno |
| --------------- | ------ | ------------------- | ------ | ------- |
| Tradate Abbiate | 1 - 2  | Sporting Segrate 92 | 1 - 0  | 0 - 2   |

### Gruppo 6
| Pos. | Squadra    | Pt | G | V | N | P | GF | GS | DR |
| ---- | ---------- | -- | - | - | - | - | -- | -- | -- |
| 1.   | Tavagnacco | 6  | 2 | 2 | 0 | 0 | 10 | 1  | +9 |
| 2.   | Rivignano  | 1  | 2 | 0 | 1 | 1 | 1  | 5  | -4 |
| 3.   | Tre Stelle | 1  | 2 | 0 | 1 | 1 | 0  | 5  | -5 |

| Tre Stelle | 0 - 0 | Rivignano  |  |
| Tavagnacco | 5 - 0 | Tre Stelle |  |
| Rivignano  | 1 - 5 | Tavagnacco |  |

### Gruppo 7
| Pos. | Squadra          | Pt | G | V | N | P | GF | GS | DR  |
| ---- | ---------------- | -- | - | - | - | - | -- | -- | --- |
| 1.   | Bardolino        | 6  | 2 | 2 | 0 | 0 | 15 | 0  | +15 |
| 2.   | Libertas Pasiano | 3  | 2 | 1 | 0 | 1 | 2  | 7  | -5  |
| 3.   | Vittorio Veneto  | 0  | 2 | 0 | 0 | 2 | 0  | 10 | -10 |

| Libertas Pasiano | 0 - 7 | Bardolino        |  |
| Vittorio Veneto  | 0 - 2 | Libertas Pasiano |  |
| Bardolino        | 8 - 0 | Vittorio Veneto  |  |

### Gruppo 8
| Squadra 1 | Totale | Squadra 2      | Andata | Ritorno |
| --------- | ------ | -------------- | ------ | ------- |
| Foroni    | 8 - 3  | Venezia Jesolo | 6 - 2  | 2 - 1   |

### Gruppo 9
| Pos. | Squadra                    | Pt | G | V | N | P | GF | GS | DR |
| ---- | -------------------------- | -- | - | - | - | - | -- | -- | -- |
| 1.   | Verona CF                  | 6  | 2 | 2 | 0 | 0 | 11 | 2  | +9 |
| 2.   | Gordige                    | 3  | 2 | 1 | 0 | 1 | 5  | 7  | -2 |
| 3.   | Union Altavilla Tavarnelle | 0  | 2 | 0 | 0 | 2 | 1  | 8  | -7 |

| Union Altavilla Tavarnelle | 1 - 3 | Gordige                    |  |
| Verona                     | 5 - 0 | Union Altavilla Tavarnelle |  |
| Gordige                    | 2 - 6 | Verona                     |  |

### Gruppo 10
| Pos. | Squadra       | Pt | G | V | N | P | GF | GS | DR |
| ---- | ------------- | -- | - | - | - | - | -- | -- | -- |
| 1.   | Dinamo Faenza | 6  | 2 | 2 | 0 | 0 | 10 | 1  | +9 |
| 2.   | Reggiana      | 1  | 2 | 0 | 1 | 1 | 1  | 3  | -2 |
| 3.   | Spilamberto   | 1  | 2 | 0 | 1 | 1 | 2  | 9  | -7 |

| Spilamberto   | 1 - 1 | Reggiana      |  |
| Dinamo Faenza | 8 - 1 | Spilamberto   |  |
| Reggiana      | 0 - 2 | Dinamo Faenza |  |

### Gruppo 11
| Pos. | Squadra              | Pt | G | V | N | P | GF | GS | DR  |
| ---- | -------------------- | -- | - | - | - | - | -- | -- | --- |
| 1.   | Bologna CF           | 6  | 2 | 2 | 0 | 0 | 15 | 3  | +12 |
| 2.   | Virtus Torre Pedrera | 1  | 2 | 0 | 1 | 1 | 3  | 7  | -4  |
| 3.   | Packcenter Imolese   | 1  | 2 | 0 | 1 | 1 | 4  | 12 | -8  |

| Virtus Torre Pedrera | 2 - 2  | Packcenter Imolese   |  |
| Bologna              | 5 - 1  | Virtus Torre Pedrera |  |
| Packcenter Imolese   | 2 - 10 | Bologna              |  |

### Gruppo 12
| Squadra 1 | Totale | Squadra 2 | Andata | Ritorno |
| --------- | ------ | --------- | ------ | ------- |
| Piazza 96 | 1 - 6  | Pisa      | 0 - 3  | 1 - 3   |

### Gruppo 13
| Squadra 1        | Totale | Squadra 2         | Andata | Ritorno |
| ---------------- | ------ | ----------------- | ------ | ------- |
| Aircargo Agliana | 13 - 0 | Ideal Club Incisa | 8 - 0  | 5 - 0   |

### Gruppo 14
| Pos. | Squadra           | Pt | G | V | N | P | GF | GS | DR |
| ---- | ----------------- | -- | - | - | - | - | -- | -- | -- |
| 1.   | Grifo Perugia     | 6  | 2 | 2 | 0 | 0 | 4  | 0  | +4 |
| 2.   | Autolelli Picenum | 3  | 2 | 1 | 0 | 1 | 4  | 2  | +2 |
| 3.   | Vigor Senigallia  | 0  | 2 | 0 | 0 | 2 | 1  | 7  | -6 |

| Grifo Perugia     | 1 - 0 | Autolelli Picenum |  |
| Autolelli Picenum | 4 - 1 | Vigor Senigallia  |  |
| Vigor Senigallia  | 0 - 3 | Grifo Perugia     |  |

### Gruppo 15
| Pos. | Squadra      | Pt | G | V | N | P | GF | GS | DR  |
| ---- | ------------ | -- | - | - | - | - | -- | -- | --- |
| 1.   | Torres FO.S. | 6  | 2 | 2 | 0 | 0 | 21 | 0  | +21 |
| 2.   | Cicos Cabras | 1  | 2 | 0 | 1 | 1 | 1  | 11 | -10 |
| 3.   | Olbia        | 1  | 2 | 0 | 1 | 1 | 1  | 12 | -11 |

| Torres FO.S. | 10 - 0 | Cicos Cabras |  |
| Cicos Cabras | 1 - 1  | Olbia        |  |
| Olbia        | 0 - 11 | Torres FO.S. |  |

### Gruppo 16
| Pos. | Squadra       | Pt | G | V | N | P | GF | GS | DR  |
| ---- | ------------- | -- | - | - | - | - | -- | -- | --- |
| 1.   | Attilia Nuoro | 4  | 2 | 1 | 1 | 0 | 8  | 0  | +8  |
| 2.   | Delfino       | 4  | 2 | 1 | 1 | 0 | 6  | 0  | +6  |
| 3.   | Assemini      | 0  | 2 | 0 | 0 | 2 | 0  | 14 | -14 |

| Attilia Nuoro | 8 - 0 | Assemini      |  |
| Assemini      | 0 - 6 | Delfino       |  |
| Delfino       | 0 - 0 | Attilia Nuoro |  |

### Gruppo 17
| Pos. | Squadra         | Pt | G | V | N | P | GF | GS | DR  |
| ---- | --------------- | -- | - | - | - | - | -- | -- | --- |
| 1.   | Ruco Line Lazio | 6  | 2 | 2 | 0 | 0 | 24 | 0  | +24 |
| 2.   | Roma CF         | 3  | 2 | 1 | 0 | 1 | 3  | 9  | -6  |
| 3.   | Tirrenia Formia | 0  | 2 | 0 | 0 | 2 | 1  | 19 | -18 |

| Roma            | 3 - 1  | Tirrenia Formia |  |
| Tirrenia Formia | 0 - 16 | Ruco Line Lazio |  |
| Ruco Line Lazio | 8 - 0  | Roma            |  |

### Gruppo 18
| Squadra 1 | Totale | Squadra 2 | Andata | Ritorno |
| --------- | ------ | --------- | ------ | ------- |
| Bojano    | 2 - 3  | Mathesium | 2 - 2  | 0 - 1   |

### Gruppo 19
| Pos. | Squadra                   | Pt | G | V | N | P | GF | GS | DR |
| ---- | ------------------------- | -- | - | - | - | - | -- | -- | -- |
| 1.   | Sporting Sorrento         | 4  | 2 | 1 | 1 | 0 | 3  | 2  | +1 |
| 2.   | Serramezzana              | 2  | 2 | 0 | 2 | 0 | 1  | 1  | 0  |
| 3.   | Salernitana Montelladomus | 1  | 2 | 0 | 1 | 1 | 1  | 2  | -1 |

| Serramezzana              | 0 - 0 | Salernitana Montelladomus |  |
| Sporting Sorrento         | 1 - 1 | Serramezzana              |  |
| Salernitana Montelladomus | 1 - 2 | Sporting Sorrento         |  |

### Gruppo 20
| Pos. | Squadra      | Pt | G | V | N | P | GF | GS | DR |
| ---- | ------------ | -- | - | - | - | - | -- | -- | -- |
| 1.   | Gravina      | 3  | 2 | 1 | 0 | 1 | 5  | 2  | +3 |
| 2.   | Cenide Onlus | 3  | 2 | 1 | 0 | 1 | 4  | 3  | +1 |
| 3.   | Messina      | 3  | 2 | 1 | 0 | 1 | 3  | 7  | -4 |

| Messina         | 0 - 5        | Gravina Catania |  |
| Cenide Onlus    | 2 - 3        | Messina         |  |
| Gravina Catania | 0 - 2 a tav. | Cenide Onlus    |  |

### Gruppo 21
| Pos. | Squadra                    | Pt | G | V | N | P | GF | GS | DR |
| ---- | -------------------------- | -- | - | - | - | - | -- | -- | -- |
| 1.   | Ludos Palermo              | 6  | 2 | 2 | 0 | 0 | 5  | 1  | +4 |
| 2.   | Aquile Palermo             | 3  | 2 | 1 | 0 | 1 | 9  | 5  | +4 |
| 3.   | Autoscuola Puccio Torretta | 0  | 2 | 0 | 0 | 2 | 4  | 12 | -8 |

| Autoscuola Puccio Torretta | 3 - 9        | Aquile Palermo             |  |
| Ludos Palermo              | 3 - 1        | Autoscuola Puccio Torretta |  |
| Aquile Palermo             | 0 - 2 a tav. | Ludos Palermo              |  |

### Gruppo 22
| Squadra 1    | Totale | Squadra 2                   | Andata | Ritorno |
| ------------ | ------ | --------------------------- | ------ | ------- |
| Pro Rosolini | 5 - 4  | Libertas Aquile Cammaratese | 3 - 2  | 2 - 2   |

## Secondo turno
Al secondo turno le 22 squadre vincenti il primo turno sono state divise in 8 gruppi e le squadre vincenti ciascun gruppo sono state ammesse ai quarti di finale.

### Gruppo 1
| Pos. | Squadra   | Pt | G | V | N | P | GF | GS | DR |
| ---- | --------- | -- | - | - | - | - | -- | -- | -- |
| 1.   | ACF Milan | 6  | 2 | 2 | 0 | 0 | 5  | 0  | +5 |
| 2.   | Sarzana   | 3  | 2 | 1 | 0 | 1 | 3  | 1  | +2 |
| 3.   | Torino    | 0  | 2 | 0 | 0 | 2 | 0  | 7  | -7 |

| Sarzana | 0 - 1 | Milan   |  |
| Torino  | 0 - 3 | Sarzana |  |
| Milan   | 4 - 0 | Torino  |  |

### Gruppo 2
| Pos. | Squadra             | Pt | G | V | N | P | GF | GS | DR |
| ---- | ------------------- | -- | - | - | - | - | -- | -- | -- |
| 1.   | Fiamma Monza        | 4  | 2 | 1 | 1 | 0 | 4  | 2  | +2 |
| 2.   | Tavagnacco          | 3  | 2 | 1 | 0 | 1 | 3  | 3  | 0  |
| 3.   | Sporting Segrate 92 | 1  | 2 | 0 | 1 | 1 | 1  | 3  | -2 |

| Tavagnacco          | 2 - 0 | Sporting Segrate 92 |  |
| Sporting Segrate 92 | 1 - 1 | Fiammamonza         |  |
| Fiammamonza         | 3 - 1 | Tavagnacco          |  |

### Gruppo 3
| Pos. | Squadra   | Pt | G | V | N | P | GF | GS | DR |
| ---- | --------- | -- | - | - | - | - | -- | -- | -- |
| 1.   | Bardolino | 4  | 2 | 1 | 1 | 0 | 5  | 1  | +2 |
| 2.   | Foroni    | 2  | 2 | 0 | 2 | 0 | 1  | 1  | 0  |
| 3.   | Verona CF | 1  | 2 | 0 | 1 | 1 | 2  | 6  | -4 |

| Bardolino | 5 - 1 | Verona    |  |
| Verona    | 1 - 1 | Foroni    |  |
| Foroni    | 0 - 0 | Bardolino |  |

### Gruppo 4
| Pos. | Squadra       | Pt | G | V | N | P | GF | GS | DR  |
| ---- | ------------- | -- | - | - | - | - | -- | -- | --- |
| 1.   | Pisa          | 6  | 2 | 2 | 0 | 0 | 10 | 1  | +9  |
| 2.   | Dinamo Faenza | 3  | 2 | 1 | 0 | 1 | 12 | 2  | +10 |
| 3.   | Bologna CF    | 0  | 2 | 0 | 0 | 2 | 0  | 19 | -19 |

| Dinamo Faenza | 11 - 0 | Bologna       |  |
| Pisa          | 2 - 1  | Dinamo Faenza |  |
| Bologna       | 0 - 8  | Pisa          |  |

### Gruppo 5
| Squadra 1     | Totale | Squadra 2    | Andata | Ritorno |
| ------------- | ------ | ------------ | ------ | ------- |
| Attilia Nuoro | 3 - 7  | Torres FO.S. | 1 - 3  | 2 - 4   |

### Gruppo 6
| Pos. | Squadra          | Pt | G | V | N | P | GF | GS | DR |
| ---- | ---------------- | -- | - | - | - | - | -- | -- | -- |
| 1.   | Aircargo Agliana | 6  | 2 | 2 | 0 | 0 | 6  | 2  | +4 |
| 2.   | Ruco Line Lazio  | 3  | 2 | 1 | 0 | 1 | 6  | 5  | +1 |
| 3.   | Grifo Perugia    | 0  | 2 | 0 | 0 | 2 | 1  | 6  | -5 |

| Grifo Perugia    | 1 - 4        | Ruco Line Lazio  |  |
| Aircargo Agliana | 2 - 0 a tav. | Grifo Perugia    |  |
| Ruco Line Lazio  | 2 - 4        | Aircargo Agliana |  |

### Gruppo 7
| Squadra 1 | Totale | Squadra 2         | Andata | Ritorno |
| --------- | ------ | ----------------- | ------ | ------- |
| Mathesium | 3 - 4  | Sporting Sorrento | 3 - 1  | 0 - 3   |

### Gruppo 8
| Pos. | Squadra       | Pt | G | V | N | P | GF | GS | DR  |
| ---- | ------------- | -- | - | - | - | - | -- | -- | --- |
| 1.   | Gravina       | 4  | 2 | 1 | 1 | 0 | 12 | 1  | +11 |
| 2.   | Ludos Palermo | 4  | 2 | 1 | 1 | 0 | 5  | 1  | +4  |
| 3.   | Pro Rosolini  | 0  | 2 | 0 | 0 | 2 | 0  | 15 | -15 |

| Pro Rosolini    | 0 - 11 | Gravina Catania |  |
| Ludos Palermo   | 4 - 0  | Pro Rosolini    |  |
| Gravina Catania | 1 - 1  | Ludos Palermo   |  |

## Quarti di finale
| Squadra 1         | Totale | Squadra 2        | Andata | Ritorno |
| ----------------- | ------ | ---------------- | ------ | ------- |
| Milan             | 6 - 0  | Fiammamonza      | 3 - 0  | 3 - 0   |
| Bardolino         | 6 - 1  | Pisa             | 0 - 1  | 6 - 0   |
| Torres FO.S.      | 3 - 0  | Aircargo Agliana | 1 - 0  | 2 - 0   |
| Sporting Sorrento | 2 - 3  | Gravina Catania  | 2 - 3  | n.d.    |

## Semifinali
| Squadra 1    | Totale | Squadra 2       | Andata | Ritorno |
| ------------ | ------ | --------------- | ------ | ------- |
| Milan        | 3 - 2  | Bardolino       | 2 - 1  | 1 - 1   |
| Torres FO.S. | 6 - 0  | Gravina Catania | 6 - 0  | n.d.    |

## Finale
La finale è stata giocata il 3 giugno 2000 a Scafati.
| Squadra 1    | Risultato | Squadra 2 |
| ------------ | --------- | --------- |
| Torres FO.S. | 2 - 0     | Milan     |